# Silverstein Properties
Silverstein Properties, Inc. (SPI) es una empresa privada de promoción, inversión y gestión inmobiliaria con sede en Nueva York, Estados Unidos. Fundada en 1957 por su actual Presidente y director ejecutivo Larry Silverstein, la empresa promueve y compra edificios residenciales, de oficinas, hoteles y centros comerciales.

## Proyectos
SPI ha promovido o administrado más de 3,25 millones de metros cuadrados de espacio residencial, comercial y de oficinas. Antes de unirse a la empresa, los ejecutivos y profesionales de SPI construyeron más de 9,3 millones de metros cuadrados en los Estados Unidos y el resto del mundo. La cartera de SPI contiene 850 000 metros cuadrados de edificios residenciales, comerciales y de oficinas y $10 000 millones de promociones actuales como el Four Seasons Resort en Walt Disney World, el Four Seasons Hotel and Private Residences y tres edificios de oficinas del nuevo World Trade Center en Downtown Manhattan, así como varios proyectos en Washington D. C., Polonia y China.
Durante los últimos seis años, Crain's ha clasificado a SPI en el puesto 33º de los "Mejores lugares para trabajar en Nueva York."